# Bjørn Andreassen
Bjørn Borreby Andreassen (født 27. december 2001 i Gudme) er en cykelrytter fra Danmark, der kører for Breakaway Cycling Club. Hans primære disciplin er mountainbike, og han er verdensmester i e-cykling.

## Karriere
Andreassen har ikke prioriteret landevejscykling, og han havde ved udgangen af februar 2023 kun stillet til start i fire løb. Det var Grand Prix Herning 2021 og 2022, samt Fyen Rundt 2021 og 2022.
Den 18. februar 2023 blev han verdensmester i e-cykling. I 2024 og 2025 kørte han sig til sølvmedaljer ved DM i e-cykling.

## Privat
Til dagligt arbejder han som cykelmekaniker hos Fri BikeShop i Tved, hvor han blev udlært den 17. maj 2022.